# Semieix major
El semieix major, simbolitzat per {\displaystyle a}, és la meitat de l'eix més llarg d'una el·lipse o d'un el·lipsoide de revolució. L'eix més llarg és la corda que passa pel centre i pels dos focus d'una el·lipse.

## Geometria de l'el·lipse
Una el·lipse és el conjunt de punts {\displaystyle (x,y)} la qual suma de distàncies a dos punts distints prefixats, anomenats focus, és constant.

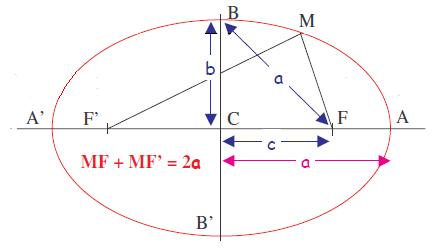
Paràmetres d'una el·lipse

L'eix major d'una el·lipse és el seu diàmetre més llarg, una corda {\displaystyle {\overline {AA'}}}que passa pel centre {\displaystyle C} i els dos focus, {\displaystyle F} i {\displaystyle F'}. Els seus extrems són els dos punts més allunyats de l'el·lipse, els vèrtexs. El semieix major {\displaystyle a} és una meitat de l'eix major, entre el centre i el vèrtex més proper passant per un dels focus. És un paràmetre molt important perquè apareix en altres valors de les el·lipses.

### Suma de distàncies d'un punt als focus
La definició d'el·lipse diu que la suma de distàncies de qualsevol punt d'una el·lipse, com ara l'{\displaystyle M}, als dos focus és constant {\textstyle {\overline {FM}}+{\overline {F'M}}=constant}. En un dels vèrtexs, per exemple l'{\displaystyle A'}, la suma a partir de la figura és:
{\displaystyle {\overline {FA'}}+{\overline {F'A'}}=(a+c)+(a-c)=2a}
és a dir, l'eix major {\displaystyle 2a} és aquest valor constant de la definició d'el·lipse.

### Relació entre els dos semieixos
Si s'aplica als punts {\displaystyle B} o {\displaystyle B'} es té que {\textstyle {\overline {FB}}+{\overline {F'B}}=2a}. Per simetria resulta que {\textstyle {\overline {FB}}={\overline {F'B}}=a}. La relació entre el semieix major, el semieix menor {\displaystyle b} (essent {\displaystyle a>b}) i la distància del centre als focus {\displaystyle c}, es pot deduir aplicant el teorema de Pitàgores al triangle {\textstyle {\widehat {BCF}}} i resulta:
{\displaystyle a^{2}=b^{2}+c^{2}}

### Excentricitat
L'excentricitat d'una el·lipse és un paràmetre que informa sobre la forma que te l'el·lipse. Es defineix com la relació entre la distància focal {\displaystyle c}, això és la distància entre un focus i el centre de l'el·lipse, i el semieix major {\displaystyle a}:
{\displaystyle \varepsilon ={\frac {c}{a}}={\frac {\sqrt {a^{2}-b^{2}}}{a}}}

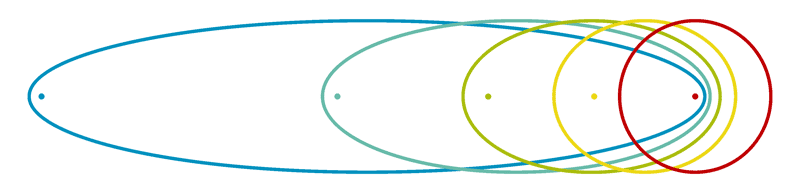
El·lipses de diferents excentricitats amb un dels focus situats al mateix punt (vermell). L'excentricitat augmenta d'esquerra a dreta, la blava és la més excèntrica.

Els valors de l'excentricitat per a una el·lipse són {\textstyle 0<\varepsilon <1}. Si els dos semieixos són semblants l'el·lipse se sembla a una circumferència, que té excentricitat 0. Si augmenta l'excentricitat l'el·lipse es va fent cada vegada més aplanada. En arribar a l'excentricitat 1, la corba deixa de ser tancada i s'obri formant una paràbola.

### Equació canònica
L'equació canònica d'una el·lipse amb l'eix major horitzontal i amb el centre al punt {\displaystyle (h,k)} és:
{\displaystyle {\frac {(x-h)^{2}}{a^{2}}}+{\frac {(y-k)^{2}}{b^{2}}}=1}Si l'eix major és vertical, l'equació és:
{\displaystyle {\frac {(x-h)^{2}}{b^{2}}}+{\frac {(y-k)^{2}}{a^{2}}}=1}

### Àrea de l'el·lipse

L'àrea d'una el·lipse s'obté a partir dels valor dels dos semieixos i val: {\displaystyle S=\pi ab}

### Semi latus rectum
El latus rectum és la corda que passa per un dels focus i és perpendicular a l'eix major, i el semi latus rectum {\displaystyle p} és la seva meitat. La relació que hi ha amb el semieix major és:
{\displaystyle p=a(1-\varepsilon ^{2})}

### Perímetre
La longitud o perímetre d'una el·lipse no té una fórmula exacte i s'ha aproximat aplicant diferents mètodes. La fórmula més famosa és la de Srinivasa Ramanujan (1887–1920), deduïda empíricament:
{\displaystyle l=\pi \left[(a+b)+{\frac {3(a-b)^{2}}{10(a+b)+{\sqrt {a^{2}+14ab+b^{2}}}}}+{\frac {3a\varepsilon ^{20}}{68719476736}}\right]}

## Hipèrbola
El semieix major d'una hipèrbola és, segons la convenció, més o menys la meitat de la distància entre les dues branques; si aquesta és a a la direcció x l'equació és:
{\displaystyle {\frac {\left(x-h\right)^{2}}{a^{2}}}-{\frac {\left(y-k\right)^{2}}{b^{2}}}=1.}
En termes del semilat recte i l'excentricitat tenim
{\displaystyle a={ell \over e^{2}-1}.} És un eix transversal d'una hiperbòlica.
L'eix transversal d'una hipèrbola coincideix amb l'eix més gran.
En una hipèrbola es pot traçar un eix conjugat o eix menor de longitud {\displaystyle 2b}, corresponent a l'eix menor d'una el·lipse, perpendicular a l'eix transversal o eix major, connectant aquest últim els dos vèrtexs (punts d'inflexió) de la hipèrbola, intersectant-se ambdós eixos al centre d'aquesta. Els punts extrems {\displaystyle (0,\pm b)} de l'eix menor es troben a l'alçada de les asímptotes sobre/sota els vèrtexs de la hipèrbola. Qualsevol de les dues meitats de l'eix menor s'anomena semieix menor, de longitud b. Denotant la longitud de l'eix semimajor (distància del centre a un vèrtex) com a, les longituds dels eixos semimor i semimajor apareixen a l'equació de la hipèrbola respecte a aquests eixos de la següent manera:
{\displaystyle {\frac {x^{2}}{a^{2}}}-{\frac {y^{2}}{b^{2}}}=1.}
El semieix menor és també la distància d'un dels focus de la hipèrbola a una asímptota. Sovint es denomina paràmetre d'impacte, i és important en física i astronomia, i mesura la distància per la qual una partícula perdrà el focus si el seu viatge no és pertorbat pel cos en el focus.
El semieix menor i el semieix major es relacionen a través de l'excentricitat, de la manera següent:
{\displaystyle b=a{\sqrt {e^{2}-1}}.}
Cal observar que en una hipèrbola b pot ser més gran que a.

## Astronomia

Gràfic log-log del període T amb semieix major a (mitjana d'afeli i periheli) d'algunes òrbites del Sistema Solar (les creus indiquen els valors de Kepler) mostrant que a^{3}{hairsp/T^{2}} és constant (línia verda)

En astronomia, el semieix major és un dels elements orbitals més importants d'una òrbita, juntament amb el període orbital. El semieix major està relacionat amb el període de l'òrbita mitjançant la 3a llei de Kepler,
{\displaystyle T^{2}=ka^{3}\,}
on {\displaystyle T\,} és el període, {\displaystyle k} la constant de Kepler i {\displaystyle a} és el semieix major.
En realitat això és només una simplificació de l'equació general per al problema dels dos cossos, determinat per Isaac Newton:
{\displaystyle T^{2}={\frac {4\pi ^{2}}{G(M+m)}}a^{3}\,}
on {\displaystyle G} és la constant gravitacional, {\displaystyle M} és la massa del cos central situat en un dels focus de l'òrbita, i {\displaystyle m} és la massa del cos menor. Típicament, la massa del cos central és tan gran comparada amb la del cos menor que la massa d'aquest últim es pot ignorar en l'equació. Fent aquesta suposició i utilitzant les unitats astronòmiques típiques, s'obté la forma més simple que va descobrir Kepler.
La trajectòria del cos en òrbita al voltant del baricentre i la seva trajectòria relativa al seu primari són ambdues el·lipses. El semieix major s'utilitza de vegades en astronomia com la distància primari-secundari quan la relació de masses del primari respecte al secundari és significativament gran ({\displaystyle M\gg m}); així, els paràmetres orbitals dels planetes es donen en termes heliocèntrics. La diferència entre les òrbites primocèntriques i les “absolutes” pot il·lustrar-se millor observant el sistema Terra-Luna. En aquest cas, la relació de masses és 81,30059. La distància característica Terra-Luna, el semieix més gran de l'òrbita lunar geocèntrica, és de 384.400 km. (atesa l'excentricitat e = 0,0549 de l'òrbita lunar, la seva semieix menor és de 383.800 km. Per tant, l‟òrbita de la Lluna és gairebé circular). L'òrbita lunar baricèntrica, en canvi, té un semieix més gran de 379.730 km, la contraòrbita de la Terra ocupa la diferència, 4.670 km. La velocitat orbital baricèntrica mitjana de la Lluna és de 1,010 km/s, mentre que la de la Terra és de 0,012 km/s. La suma d'aquestes velocitats dóna una velocitat orbital lunar mitjana geocèntrica de 1,022 km/s; el mateix valor es pot obtenir considerant només el valor del semieix major geocèntric.
El semieix major és una de les característiques més importants d'una òrbita, juntament amb el seu període orbital. Pot ser matemàticament provat que per a un cos orbitant, el semieje major representa la distància mitjana del cos a la font central gravitacional. Per als objectes del sistema solar, el semieix major està relacionat amb el període de l'òrbita per la tercera llei de Kepler, originalment descrita com:
{\displaystyle P^{2}=ka^{3}\,}
on P és el període mesurat en anys, a és el semieix més gran mesurat en unitats astronòmiques i k una constant de proporcionalitat.
Aquesta fórmula va ser modificada per Newton en desenvolupar la seva teoria gravitatòria, expressant-la com:
{\displaystyle P^{2}={\frac {4\pi ^{2}}{GM}}a^{3}}
on G és la Constant de gravitació universal i M és la massa del cos central.

### Distància mitjana
Es diu sovint que el semieix major és la distància «mitjana» entre el cos central i el cos menor. Això no és gaire precís, ja que depèn de quina mitjana es pren.
- fent la distància mitjana respecte a l'anomalia excèntrica s'obté el semieix major.
- fent la mitjana respecte a l'anomalia veritable (l'angle orbital verdader, mesurat al focus) s'obté, curiosament, el semieix menor {\displaystyle b=a{\sqrt {1-e^{2}}}\,\!}.
- fent la mitjana respecte a l'anomalia mitjana (la fracció del període orbital que ha transcorregut des del periàpside, expressat com un angle), dona la mitjana temporal (que és el que «mitjana» sol significar per a la majoria de la gent): {\displaystyle a(1+{\frac {e^{2}}{2}})\,\!}.

La mitjana temporal de la inversa del radi, {\displaystyle r^{-1}\,\!}, és {\displaystyle a^{-1}\,\!}.

### Energia; càlcul del semieix major a partir dels vectors d'estat
En astrodinàmica, el semieix major a es pot calcular a partir de vectors d'estat orbital:
{\displaystyle a=-{\frac {\mu }{2\varepsilon }}}
per a una òrbita el·líptica i, depenent de la convenció, igual o
{\displaystyle a={\frac {\mu }{2\varepsilon }}} per a una trajectòria hiperbòlica.
i
{\displaystyle \varepsilon ={\frac {v^{2}}{2}}-{\frac {\mu }{|\mathbf {r} |}}}
(energia orbital específica) i
{\displaystyle \mu =GM,}
(Paràmetre gravitacional estàndard), on:
v és la velocitat orbital de vector de velocitat d'un objecte en òrbita,
r és un vector de posició cartesià d'un objecte en òrbita en coordenades d'un marc de referència respecte al qual s'han de calcular els elements de l'òrbita (per exemple, equatorial geocèntrica per a una òrbita al voltant de la Terra, o heliocèntrica eclíptica per a una òrbita al voltant del Sol),
G és la Constant de gravitació universal,
M és la massa del cos gravitatori, i
{\displaystyle \varepsilon } és l'energia específica del cos en òrbita.
Observeu que per a una quantitat donada de massa total, l'energia específica i el semieix major són sempre iguals, independentment de l'excentricitat o de la relació entre les masses. A la inversa, per a una massa total i un semieix major donats, l'energia orbital específica total és sempre la mateixa. Aquesta afirmació sempre serà certa en qualsevol condició.

### Semieix major i semieix menor de les òrbites dels planetes
Les òrbites dels planetes se citen sempre com a exemples d'el·lipses (primera llei de Kepler). Tot i això, la mínima diferència entre els eixos semieix major i semieix menor mostra que són pràcticament circulars en aparença. Aquesta diferència (o relació) es basa en l'excentricitat i es calcula com {\displaystyle {\frac {r_{\text{a}}}{r_{\text{p}}}}={\frac {1+e}{1-e}}}, que per a les excentricitats típiques dels planetes dona resultats molt petits.
La raó de la suposició d'òrbites el·líptiques prominents radica probablement en la diferència molt més gran entre l'afeli i el periheli. Aquesta diferència (o ràtio) també es basa en l'excentricitat i es calcula com {\displaystyle {\frac {r_{\text{a}}}{r_{\text{p}}}}={\frac {1+e}{1-e}}}. A causa de la gran diferència entre l'afeli i el periheli, Segona llei de Kepler es visualitza fàcilment.
|         | Excentricitat | Semieix major a (AU) | Semieix menor b (AU) | Diferència (%) | Periheli (AU) | Afeli (AU) | Diferència (%) |
| ------- | ------------- | -------------------- | -------------------- | -------------- | ------------- | ---------- | -------------- |
| Mercuri | 0.206         | 0.38700              | 0.37870              | 2.2            | 0.307         | 0.467      | 52             |
| Venus   | 0.007         | 0.72300              | 0.72298              | 0.002          | 0.718         | 0.728      | 1.4            |
| Terra   | 0.017         | 1.00000              | 0.99986              | 0.014          | 0.983         | 1.017      | 3.5            |
| Mart    | 0.093         | 1.52400              | 1.51740              | 0.44           | 1.382         | 1.666      | 21             |
| Júpiter | 0.049         | 5.20440              | 5.19820              | 0.12           | 4.950         | 5.459      | 10             |
| Saturn  | 0.057         | 9.58260              | 9.56730              | 0.16           | 9.041         | 10.124     | 12             |
| Urà     | 0.046         | 19.21840             | 19.19770             | 0.11           | 18.330        | 20.110     | 9.7            |
| Neptú   | 0.010         | 30.11000             | 30.10870             | 0.004          | 29.820        | 30.400     | 1.9            |